# 蒙大拿鎮區 (朱厄爾縣)
蒙大拿鎮區（英語：Montana Township）為位在美國堪薩斯州朱厄爾縣的鎮區。2010年美国人口普查中該鎮區人口有73人。

## 地理
蒙大拿鎮區涵蓋面積94.35平方（36.43平方英里），其中0.13平方公里或0.14%為水域。

### 鄰近鎮區
- 朱厄爾縣
  - 鎮區（東）
  - 辛克萊爾鎮區（東南）
  - 里奇蘭鎮區（南）
  - 霍姆伍德鎮區（西南）
  - 鎮區（西）

### 墓園
此鎮區僅有1座墓園：蒙大拿墓園（Montana Cemetery）。

### 主要公路
- 14號堪薩斯州州道（英语：K-14 (Kansas highway)）

## 外部連結
- U.S. Board on Geographic Names (GNIS) （页面存档备份，存于）
- United States Census Bureau cartographic boundary files （页面存档备份，存于）
- US-Counties.com
- City-Data.com （页面存档备份，存于）